# نوكيا 6710 نافيجيتر
نوكيا 6710 نافيجيتر (بالإنجليزية: Nokia 6710 Navigator)‏ هو هاتف ذكي من نوكيا يعمل بنظام سيمبيان، تم طرحه في الأسواق في 2009.

## الخصائص
- نظام التشغيل: سيمبيان
- الوزن: 117 غ (0.258 رطل)
- المعالج: 600 ميجا هرتز
- الذاكرة: 4 جيجابايت